# Lincolnville (Kansas)
Lincolnville és una població dels Estats Units a l'estat de Kansas. Segons el cens del 2000 tenia 225 habitants.

## Demografia
Segons el cens del 2000, Lincolnville tenia 225 habitants, 94 habitatges, i 59 famílies. La densitat de població era de 394,9 habitants/km².
Dels 94 habitatges en un 37,2% hi vivien nens de menys de 18 anys, en un 50% hi vivien parelles casades, en un 7,4% dones solteres, i en un 36,2% no eren unitats familiars. En el 31,9% dels habitatges hi vivien persones soles el 20,2% de les quals corresponia a persones de 65 anys o més que vivien soles. El nombre mitjà de persones vivint en cada habitatge era de 2,39 i el nombre mitjà de persones que vivien en cada família era de 3,1.
Per edats la població es repartia de la següent manera: un 27,6% tenia menys de 18 anys, un 7,6% entre 18 i 24, un 31,1% entre 25 i 44, un 16% de 45 a 60 i un 17,8% 65 anys o més.
L'edat mediana era de 36 anys. Per cada 100 dones de 18 o més anys hi havia 89,5 homes.
La renda mediana per habitatge era de 36.563 $ i la renda mediana per família de 42.917 $. Els homes tenien una renda mediana de 29.063 $ mentre que les dones 25.000 $. La renda per capita de la població era de 16.319 $. Entorn del 9,3% de les famílies i el 9,6% de la població estaven per davall del llindar de pobresa.

## Poblacions més properes
El següent diagrama mostra les poblacions més properes.